# Beta Carinae
Miaplacidus eller Beta Carinae (β Carinae, förkortat Beta Car, β Car)  är en ensam stjärna belägen i den södra delen av stjärnbilden Kölen. Den har en skenbar magnitud på 1,69, är synlig för blotta ögat och den näst ljusaste stjärnan i stjärnbilden. Den är även den ljusaste stjärnan i den södra polära asterismen som kallas "diamantkorset", vilket markerar den sydvästra änden av asterismen. Baserat på parallaxmätning inom Hipparcosuppdraget på ca 28,8 mas, beräknas den befinna sig på ett avstånd på ca 113 ljusår (ca 35 parsek) från solen.

## Nomenklatur
Stjärnans historiska namn Miaplacidus gjorde sin debut på stjärnkartor 1856 när stjärnatlasen Geography of the Heavens, komponerad av Elijah Hinsdale Burritt, publicerades. Namnets betydelse och språkliga ursprung förblev en gåta i många årtionden, tills William Higgins, en stor lärare och expert på stjärnnamn, ansåg att namnet Miaplacidus tydligen är en tvåspråkig kombination av arabiska مياه miyāh för "vatten" och latin placidus för 'lugn'.
År 2016 anordnade International Astronomical Union en arbetsgrupp för stjärnnamn (WGSN) med uppgift att katalogisera och standardisera riktiga namn för enskilda stjärnor. WGSN fastställde namnet Miaplacidus för Beta Carinae i juli 2016 och det ingår nu i IAU:s Catalog of Star Names.

## Egenskaper
Beta Carinae är en blå till vit jättestjärna av spektralklass A1 III , även om Malagnini och Morossi (1990) bedömde den som en underjättestjärna av spektralklass A2 IV. Den har en beräknad massa som är ca 3,5 gånger större än solens massa, en radie som är ca 7 gånger större än solens och utsänder från dess fotosfär ca 290 gånger mera energi än solen vid en effektiv temperatur av ca 8 900 K.
Beta Carinae visar inget överskott av infraröd strålning, som annars skulle kunna tyda på förekomst av en omgivande stoftskiva. Trots sin förstorade omkrets visar den fortfarande en snabb rotation med en projicerad rotationshastighet på 146 km/s.